# Modularité de l'esprit
 (septembre 2017).
Si vous disposez d'ouvrages ou d'articles de référence ou si vous connaissez des sites web de qualité traitant du thème abordé ici, merci de compléter l'article en donnant les références utiles à sa vérifiabilité et en les liant à la section « Notes et références ».
La modularité de l'esprit est une théorie du philosophe Jerry Fodor, inspirée des travaux de Noam Chomsky et très influente dans les sciences cognitives. Selon cette thèse, l'esprit humain comprend un certain nombre de modules spécialisés dans l'exécution de certaines fonctions cognitives. Pour Fodor ces modules fonctionnent automatiquement, inconsciemment, rapidement, parallèlement et indépendamment les uns des autres, s'opposant en cela au système central conscient, contrôlé mais aussi lent et séquentiel. Le fonctionnement de ces modules est également inné, tout au plus influencé par quelques paramètres mais en aucun cas résultant d'un apprentissage.
Chez Fodor ces modules concernent essentiellement le traitement du langage, à l’intérieur duquel il existe des sous-modules (sémantique, syntaxe, morphologie…) indépendants les uns des autres. Cette encapsulation au sein même du module du langage expliquerait pourquoi nous sommes capables de parler tout en faisant autre chose ou encore de juger valide syntaxiquement la célèbre phrase proposée par Noam Chomsky, « D'incolores idées vertes dorment furieusement », alors même que nous ne lui trouvons aucun sens.
Cette théorie fait l'objet d'une intense controverse portant notamment sur la définition opérationnelle de tels modules, sur l'étendue de leur spécialisation ou sur leur indépendance.
Ces idées ont été généralisées par la psychologie évolutionniste qui postule l'existence de modules spécialisés pour chaque domaine de connaissance. Cette évolution est désapprouvée par Chomsky et dénoncée par Fodor dans un livre récent (L'esprit, cela ne marche pas comme ça).